# تيموثي كيرك
تيموثي كيرك (بالإنجليزية: Timothy Kirk)‏ هو موجه قوارب ‏ بريطاني، ولد في 19 مايو 1945 في Broadstairs ‏ في المملكة المتحدة.

## وصلات خارجية
- تيموثي كيرك على موقع الاتحاد الدولي للتجديف (الإنجليزية)
- تيموثي كيرك على موقع اللجنة الأولمبية الدولية (الإنجليزية)
- تيموثي كيرك على موقع أوليمبيديا (الإنجليزية)